# Bridalveil Fall
De Bridalveil Fall (Bridalveilwaterval) is een 188 meter hoge waterval in de Yosemite Valley, een vallei in de Sierra Nevada in de Amerikaanse staat Californië. Ze is een van de belangrijkste bezienswaardigheden in het Yosemite National Park.
De gletsjers die Yosemite Valley vormden, creëerden verschillende hangende valleien. Die voeden op hun beurt de watervallen die de Yosemite Valley instromen. Bridalveil Fall verschilt van de andere watervallen in Yosemite doordat hij geen getrapte waterval is maar vanaf de valleirand recht naar beneden stort.
De waterval stroomt het hele jaar door. De voornaamste bron voor de waterval is Ostrander Lake, dat ongeveer 16 km zuidwaarts ligt.
Bezienswaardigheden: Bridalveil Fall · Cathedral Lakes · Cathedral Peak · Chilnualna Falls · Clouds Rest · El Capitan · Emerald Pool · Glacier Point · Grand Canyon of the Tuolumne · Grizzly Giant · Half Dome · Hetch Hetchy · Horsetail Fall · John Muir Trail · Mariposa Grove · Merced Grove · Merced River · Mount Conness · Mount Dana · Mount Lyell · Mount Starr King · Nevadawaterval · Ostrander Lake · Pacific Crest Trail · Sentinel Dome · Sentinel Rock · Tenaya Canyon · Tenaya Lake · Tunnel View · Tuolumne Grove · Tuolumne Meadows · Tuolumne River · Vernalwaterval · Wawona Tunnel Tree · Yosemite Valley · Yosemitewaterval

Bebouwing: Ahwahnee Hotel · Badger Pass Ski Area · Camp 4 · Curry Village · Glacier Point Hotel · Housekeeping Camp · LeConte Memorial Lodge · Pioneer Yosemite History Center · Rangers' Club · Parsons Memorial Lodge · Wawona · Wawona Hotel · Yosemite Valley Chapel · Yosemite Valley Lodge · Yosemite Village

Vervoer: SR 41 · SR 120 · SR 140 · Wawona Tunnel · Yosemite Area Regional Transportation System

Personen: Ahwahnechee · Chief Tenaya · Frederick Law Olmsted · Galen Clark · John Conness · John Muir · Sierra Miwok · Stephen Mather · Robert Underwood Johnson
- Virtual International Authority File: 315529112